# Edifício da Junta de Freguesia de Cedofeita
O Edifício da Junta de Freguesia de Cedofeita, também conhecido como Junta de Freguesia de Cedofeita ou Junta de Cedofeita, é um monumento português classificado como imóvel de interesse público, localizado na freguesia de Cedofeita, na Praça Pedro Nunes, na Cidade do Porto.
Trata-se de um edifício em alvenaria de granito com lages de betão aligeiradas. Possui varandim e a generalidade das paredes rebocadas e pintadas de azul claro.
A designação 'Edifício da Junta de Freguesia' foi-lhe atribuída por ter sido construído em 1934 com a função de albergar a estrutura administrativa local em Cedofeita no Porto. O projeto original do edifício é do arquiteto Júlio de Brito, autor de importantes edifícios no Porto como o Coliseu do Porto ou o Teatro Rivoli.
O edifício sofre várias alterações nos anos 90 no interior do rés-do-chão. Em 2005 o edifício é classificado como imóvel de interesse público. Em 2015 é iniciado o projeto de restauro do edifício da autoria do arquiteto Ricardo Tedim Cruz e da arquiteta Susana Barros Vilela sob a tutela do atelier Utopia. Em 2020 são finalmente concluídas as obras e o imóvel é assim ocupado pela nova esquadra da PSP em Cedofeita.
O edifício é hoje um raro exemplo do modernismo e expressionismo do início de século pelas linhas curvas e fachada monumental. É também um edifício que demonstra os primeiros usos do betão armado em edifícios no Porto.

## Cronologia
- 1934 - Projeto de Júlio de Brito[5]
- 1936 - Construção do edifício.[5]Projeto de arquitetura original de 1934 da autoria de Júlio de Brito

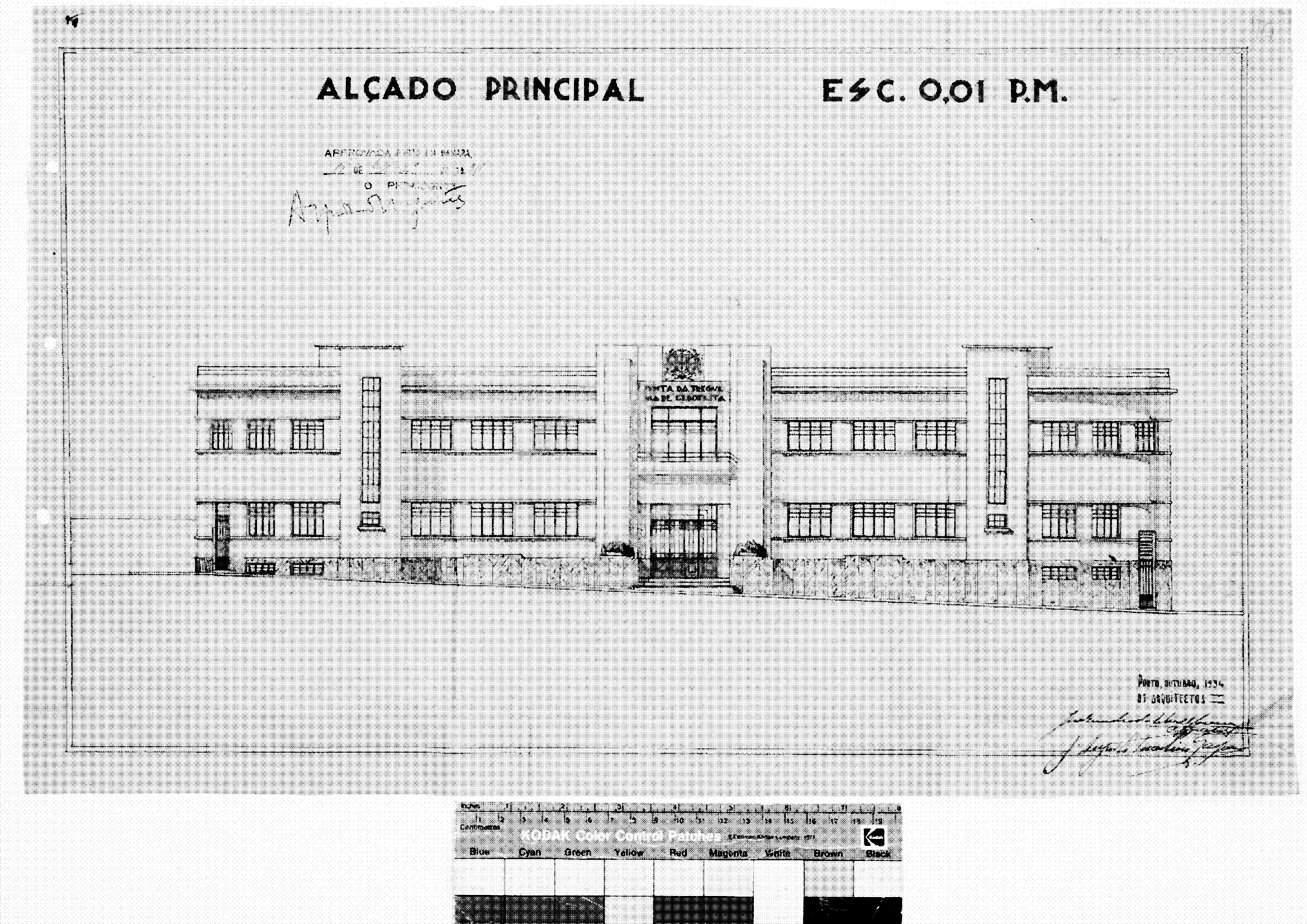
Projeto de arquitetura original de 1934 da autoria de Júlio de Brito

- 1995 - Obras de adaptação no rés-do-chão[2]

- 2015 - Iniciado o projecto de restauro e renovação do edifício[2]
- 2017 - Início das obras de restauro e readaptação do edifício a esquadra[6]
- 2020 - Início da ocupação do Edifício pela Esquadra da PSP de Cedofeita[6]

## Informações
- Acesso: Praça Pedro Nunes, n.16.
- Aberto ao público: Só área envolvente.
- Nº IPA antigo: PT011312040358
- Nº IPA atual: 00022695